# Taxi (pel·lícula de 1996)
Taxi és una pel·lícula espanyola de 1996 rodada pel director Carlos Saura amb guió de Santiago Tabernero on mostra una banda de taxistes racistes i homòfobs a Madrid.

## Sinopsi
Un grup de taxistes, autodenominat “la família”, es dedica a netejar la ciutat de Madrid de negres ("merda"), homosexuals, transsexuals i transvestits ("peix") i toxicòmans ("carn"), durant les seves patrulles nocturnes. Un d'ells, Velasco, té una filla, Paz, que ha suspès els parcials i ha decidit deixar d'estudiar. Velasco, enfadat, l'obliga a treballar amb ell en el taxi: ella fa el servei de dia i ell treballa de nit.
Dani és el fill d'un membre de la família: Remi. No havia tornat a veure a Paz des que eren uns nens, i ara s'enamoren i comencen a sortir junts.
En una escena de la pel·lícula, la família, juntament amb Dani i Pau visiten al marit de Reme a l'hospital: un taxista retirat que es va quedar paralític per culpa d'una parella de toxicòmans que li van disparar a la medul·la, i que no va morir gràcies a un dels membres, Calero, un taxista expolicia, que passava per allí en aquest moment. Aquesta va ser la raó per la qual el grup es va decidir a lliurar la seva particular batalla, i Dani està gairebé convençut que ha de fer el mateix.
A poc a poc Paz s'assabenta de les aventures del seu xicot, el seu pare i els seus amics, cosa que desaprova rotundament. És llavors quan l'expolicia la veu com un perill, i tement que els denunciï decideix matar-la.

## Repartiment
- Ingrid Rubio - Paz
- Carlos Fuentes Cuervo - Dani
- Ágata Lys - Reme
- Ángel de Andrés López - Velasco
- Eusebio Lázaro - Calero
- Paco Maestre - "Niño"
- Pilar Ordóñez - Transvestit

## Premis
- Premi Unión de Actores a la millor interpretació revelació per Íngrid Rubio[4]
- Festival Internacional de Cinema de Sant Sebastià 1996: Menció Especial per Íngrid Rubio.[5]